# István Klimek
István Klimek, auch Ștefan Klimek (* 13. April 1913 in Österreich-Ungarn; † 12. November 1988 in Rumänien), war 1934 ein Fußballspieler der rumänischen Nationalmannschaften (Divizia A).

## Karriere
Von 1928 bis 1941 war István Klimek Fußballspieler in vier Mannschaften in der Stadt Timișoara. Der erste Fußballklub, bei dem er als Jugendlicher bis 30. September 1928 spielte, war CA Timișoara. Vom 1. Juli 1931 bis 30. Juni 1936 spielte Klimek bei ILSA Timișoara, vom 1. Juli 1936 bis 30. Juni 1939 bei der Nationalmannschaft Chinezul Timișoara und vom 1. Juli 1940 bis 30. Juni 1941 bei Rapid Timișoara.
Ab dem 1. Juli 1931 spielte er als Stürmer bei dem Fußballklub ILSA Timișoara, der von den Fußballtrainern Josef Uridil und Constantin Rădulescu für die Fußball-Weltmeisterschaft 1934 vorbereitet wurde. Die Weltmeisterschaft begann am 27. Mai 1934 in Rom. Da die rumänische Mannschaft im ersten Spiel mit der tschechischen Mannschaft 1:2 verlor, schied sie aus den Spielen aus. Im August 1936 fusionierte ILSA Timișoara mit Chinezul Timișoara.